# Hysteropterum nervosum
Hysteropterum nervosum är en insektsart som beskrevs av Franz Xaver Fieber 1877. Hysteropterum nervosum ingår i släktet Hysteropterum och familjen sköldstritar.
Artens utbredningsområde är Spanien. Inga underarter finns listade i Catalogue of Life.